# Mirko Vidović
Mirko Vidović est un écrivain et homme politique croate né le 31 décembre 1940 à Bila (Livno) en Bosnie et mort le 13 octobre 2016  à Valence (France).

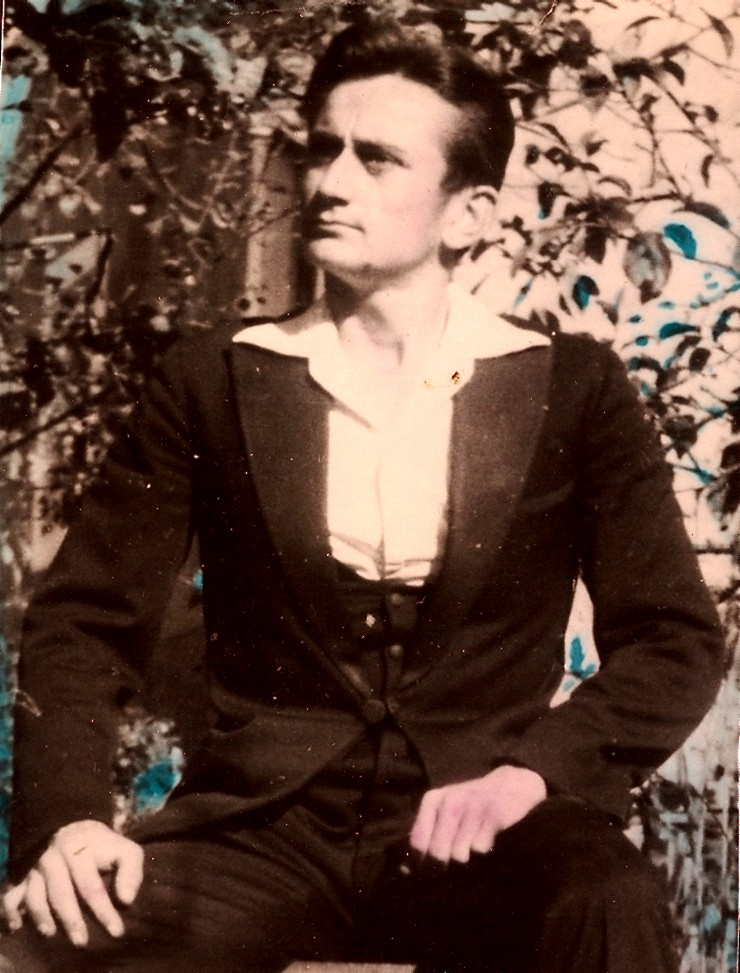
Photographie prise au début de sa carrière littéraire.

## Biographie

### Jeunes années
Né le 31 décembre 1940 à Bila (Bosnie), au sein d’une famille nombreuse, Mirko Vidović effectue sa scolarité dans son village natal puis à Odžak, Bosanski Šamac et Livno ; élève brillant, il manifeste dès l’adolescence des dispositions évidentes pour l’écriture et publie quelques textes qui attirent l’attention des critiques.
Catholique fervent, il est encore lycéen lorsque la police communiste lui inflige une première détention pour s’être trop ostensiblement associé au deuil du Pape Pie XII. Après le baccalauréat, le jeune homme entame ses études supérieures (littérature et français) à Zagreb puis il les poursuit à Zadar où il est diplômé en 1964. Promis à un poste d’assistant universitaire, il se marie (avec une Française) et rejoint la rédaction du journal Narodni List où on lui confie la rubrique culturelle.

### Démêlés idéologiques
L’avenir semble prometteur mais tout va se dégrader rapidement car le jeune homme irrite les autorités. Fidèle au patriotisme croate et très attaché aux valeurs chrétiennes, il ne fait pas mystère de son hostilité au régime communiste et aux principes mêmes du marxisme-léninisme ; il entend par ailleurs exercer son métier de journaliste en toute indépendance, ce qui n’est pas concevable.
À la suite d'un reportage un peu trop indiscret sur les pratiques locales en matière d’avortement, M. Vidović est donc licencié de son journal, tandis que l’université renonce dans le même temps à l’embaucher… Proche de Mihajlo Mihajlov, un jeune philologue dont la critique du marxisme commence à faire des vagues, M. Vidović se range dès lors ouvertement parmi les gens qui s’opposent au système yougoslave et militent pour le pluripartisme. 
Avec quelques amis, dont les universitaires Nikola Čolak (1914-1996), Franjo Zenko, Marijan Batinić, Davor Aras, Danijel Ivin, le peintre russo-serbe Leonid Sejka (1932-1970), l’architecte serbe Predrag Ristić et l’avocat belgradois Boža Pavlović, il participe d’ailleurs à la création d’un Mouvement des Intellectuels Indépendants (dont son appartement du palais Borelli devient même le quartier général) et s’associe au projet de créer une revue indépendante (Slobodni Glas). 

### Exil volontaire
Au lendemain de ce défi, visé par de graves insinuations et menacé de poursuites judiciaires, M. Vidović n’a d’autre choix que de quitter le pays pour se réfugier en France avec femme et enfants. Installé à Lyon (1965), il y approfondit ses études (littérature, philosophie, langue russe) et poursuit, bien sûr, son combat idéologique en liaison avec ses amis demeurés en Croatie.

### Incarcération
Encouragé par une apparente libéralisation du régime communiste (Printemps de Zagreb), il se rend en 1971 au chevet de sa mère, offrant ainsi à la police secrète yougoslave l’occasion de lui faire payer sa rébellion. Dénoncé par un ancien condisciple et accusé d’avoir publié à l’étranger un ouvrage séditieux (le recueil Hram nade), M. Vidović est appréhendé (16.07.1971), « jugé » (01.09.1971) et condamné à 4 ans de détention à régime sévère ; il sera ultérieurement condamné à 3 ans et demi de prison supplémentaires (31.03.1973). Incarcéré dans des conditions extrêmement dures à Stara Gradiška puis à Srijemska Mitrovica, le prisonnier refuse de collaborer avec ses geôliers, entreprend plusieurs grèves de la faim et mène une guérilla permanente contre l’institution carcérale. Au terme de 5 ans et 2 mois derrière les barreaux et à la suite des pressions du Quai d’Orsay, il finit par bénéficier d’une libération conditionnelle (03.09.1976), assortie d’une expulsion de Yougoslavie.

### Vie politique
De retour en France, M. Vidović reprend aussitôt le combat : il rejoint le Conseil National Croate dont il présidera bientôt la Diète (1980) et publie un témoignage accablant sur le Goulag yougoslave (Sakrivena strana mjeseca ou La face cachée de la lune). Appelé à témoigner devant la Ligue internationale des droits de l'homme et Amnesty International, il contribue à révéler en Occident le vrai visage de la tyrannie communiste yougoslave, prend part à la Conférence de Madrid de 1991 sur la Sécurité en Europe, à la rédaction de l’Acte final d'Helsinki élaboré dans le cadre de la CSCE et à la fondation de la Fédération Helsinki pour les Droits de l’Homme.

### Vie littéraire
Auteur fécond, M. Vidović a publié plus de 1200 travaux divers ; ses ouvrages principaux sont Hram nade (Le temple de l’espoir – 1970), Ribnjak Bethesda (1971), Sakrivena strana mjeseca (La face cachée de la lune – 1977), Bijeli vitez (Chevalier blanc – 1980), Bumerang (1984), Hrvatski iranski korijeni (1991), Ban Kulin i krstjanska Bosna (2001) (un ouvrage sur l'histoire médiévale de la Bosnie), Gatha Spitana Zarathustre (2003) (unique traduction de textes attribués à Zoroastre en Croate), Panonija (2004), Pad i uspon Ilirije (2005).
Titulaire de nombreuses distinctions internationales et membre de plusieurs académies, M. Vidović est également un  iranologue réputé.

## Liens
- Blog officiel (en croate)